# Labuanium rotundatum
Labuanium rotundatum är en kräftdjursart som först beskrevs av Hess 1865.  Labuanium rotundatum ingår i släktet Labuanium och familjen Sesarmidae. Inga underarter finns listade i Catalogue of Life.